# 3981 Stodola
3981 Stodola је астероид главног астероидног појаса са пречником од приближно 22,56 .
Афел астероида је на удаљености од 3,722 астрономских јединица (АЈ) од Сунца, а перихел на 2,613 АЈ.
Ексцентрицитет орбите износи 0,175, инклинација (нагиб) орбите у односу на раван еклиптике 2,461 степени, а орбитални период износи 2059,211 дана (5,637 година).
Апсолутна магнитуда астероида је 11,90 а геометријски албедо 0,060.
Астероид је откривен 26. јануара 1984. године.